# 대한민국의 리 목록 (마)
다음은 대한민국의 리 목록이다. 이 목록은 법정리 기준으로만 작성되었다.

## 마
| 리명     | 소재지 |
| -------- | --- |
| 마리     | 경상북도 안동시 임동면 |
| 마강리   | 충청남도 보령시 주포면 |
| 마거리   | 경기도 연천군 중면 |
| 마곡리   | 경기도 김포시 하성면 강원특별자치도 홍천군 서면 충청북도 영동군 심천면 충청북도 제천시 봉양읍 충청남도 아산시 송악면 경상북도 경산시 진량읍 경상남도 사천시 곤명면 |
| 마공리   | 경상북도 상주시 청리면 |
| 마광리   | 경상북도 문경시 동로면 |
| 마교리   | 경기도 이천시 신둔면 강원특별자치도 삼척시 도계읍 충청남도 예산군 봉산면 |
| 마구리   | 충청북도 청주시 상당구 문의면 |
| 마구평리 | 충청남도 논산시 부적면 |
| 마근포리 | 경기도 김포시 하성면 |
| 마금리   | 충청남도 태안군 근흥면 |
| 마달리   | 강원특별자치도 고성군 현내면 |
| 마대리   | 충청남도 서천군 판교면 |
| 마동리   | 충청북도 청주시 상당구 문의면 전라남도 보성군 벌교읍 |
| 마두리   | 경기도 평택시 서탄면 경상남도 의령군 유곡면 |
| 마락리   | 경상북도 영주시 단산면 |
| 마래리   | 경기도 여주시 세종대왕면 |
| 마량리   | 충청남도 서천군 서면 전라남도 강진군 마량면 |
| 마련리   | 충청북도 충주시 앙성면 |
| 마령리   | 전라남도 장성군 남면 경상북도 안동시 임동면 |
| 마룡리   | 경기도 양평군 용문면 충청남도 서산시 부석면 전북특별자치도 군산시 서수면 전라남도 광양시 진월면 |
| 마륜리   | 전라남도 고흥군 동강면 전라남도 순천시 상사면 |
| 마명리   | 경기도 포천시 내촌면 충청남도 서천군 마산면 전라남도 신안군 안좌면 |
| 마봉리   | 전라남도 해남군 송지면 |
| 마북리   | 경상북도 포항시 북구 신광면 |
| 마사리   | 충청남도 예산군 광시면 경상남도 김해시 생림면 |
| 마산리   | 경기도 안성시 미양면 경기도 파주시 파평면 경기도 평택시 진위면 경기도 포천시 가산면 경기도 화성시 송산면 강원특별자치도 횡성군 횡성읍 충청북도 영동군 황간면 충청북도 음성군 맹동면 충청북도 청주시 청원구 내수읍 충청남도 논산시 연무읍 충청남도 태안군 원북면 전북특별자치도 김제시 백구면 전라남도 구례군 마산면 전라남도 나주시 다도면 전라남도 무안군 현경면 전라남도 순천시 별량면 전라남도 영암군 군서면 전라남도 함평군 학교면 전라남도 해남군 화원면 전라남도 화순군 동면 경상북도 김천시 구성면 경상북도 예천군 지보면 경상북도 포항시 북구 흥해읍 경상북도 포항시 남구 동해면 경상남도 밀양시 상남면 경상남도 의령군 지정면 경상남도 창녕군 남지읍 경상남도 창원시 의창구 북면 경상남도 함양군 지곡면 |
| 마상리   | 경상남도 거창군 가조면 |
| 마석리   | 전북특별자치도 정읍시 입암면 |
| 마석우리 | 경기도 남양주시 화도읍 |
| 마성리   | 경기도 용인시 처인구 포곡읍 경상남도 진주시 사봉면 |
| 마송리   | 경기도 김포시 통진읍 충청북도 음성군 원남면 |
| 마수리   | 충청북도 충주시 신니면 충청남도 금산군 금성면 경상북도 성주군 가천면 |
| 마시리   | 대구광역시 군위군 효령면 |
| 마쌍리   | 경상남도 의령군 대의면 |
| 마암리   | 경기도 이천시 부발읍 강원특별자치도 횡성군 둔내면 충청북도 옥천군 옥천읍 충청남도 공주시 반포면 전북특별자치도 임실군 운암면 |
| 마애리   | 경상북도 안동시 풍산읍 |
| 마양리   | 충청남도 서천군 한산면 |
| 마옥리   | 강원특별자치도 횡성군 횡성읍 |
| 마온리   | 충청남도 홍성군 구항면 |
| 마원리   | 경상북도 문경시 문경읍 |
| 마월리   | 경상북도 성주군 용암면 |
| 마읍리   | 전라남도 영광군 군서면 |
| 마일리   | 경기도 가평군 조종면 경상북도 청도군 운문면 |
| 마장리   | 경기도 가평군 가평읍 경기도 파주시 광탄면 충청남도 금산군 남일면 경상북도 의령군 유곡면 |
| 마전리   | 경기도 안성시 삼죽면 경기도 연천군 미산면 경기도 연천군 신서면 경기도 파주시 가산면 충청남도 금산군 추부면 충청남도 논산시 연무읍 충청남도 부여군 내산면 충청남도 예산군 대술면 전라남도 곡성군 겸면 경상북도 예천군 지보면 경상북도 의성군 안평면 경상남도 창원시 마산합포구 구산면 |
| 마정리   | 경기도 안성시 공도읍 경기도 파주시 문산읍 충청남도 부여군 남면 충청남도 천안시 서북구 직산읍 전북특별자치도 정읍시 북면 |
| 마조리   | 경기도 김포시 하성면 충청북도 단양군 단양읍 |
| 마좌리   | 강원특별자치도 고성군 죽왕면 |
| 마중리   | 충청남도 당진시 대호지면 |
| 마지리   | 경기도 파주시 적성면 강원특별자치도 평창군 평창읍 |
| 마진리   | 전라남도 신안군 안좌면 경상남도 진주시 대곡면 |
| 마진도리 | 전라남도 신안군 장산면 |
| 마차리   | 강원특별자치도 삼척시 신기면 강원특별자치도 영월군 북면 |
| 마차진리 | 강원특별자치도 고성군 현내면 |
| 마천리   | 전라남도 보성군 득량면 경상북도 예천군 유천면 경상남도 창녕군 길곡면 |
| 마촌리   | 경상북도 예천군 감천면 |
| 마치리   | 충청남도 청양군 정산면 전북특별자치도 완주군 상관면 |
| 마평리   | 강원특별자치도 평창군 진부면 |
| 마포리   | 경기도 연천군 전곡읍 전북특별자치도 부안군 변산면 |
| 마하리   | 경기도 화성시 봉담읍 강원특별자치도 평창군 미탄면 전북특별자치도 장수군 산서면 |
| 마항리   | 전북특별자치도 정읍시 이평면 |
| 마현리   | 강원특별자치도 철원군 근남면 강원특별자치도 화천군 상서면 전북특별자치도 김제시 공덕면 경상북도 포항시 남구 장기면 |
| 마흘리   | 전북특별자치도 순창군 인계면 경상남도 밀양시 무안면 |
| 막곡리   | 경상북도 문경시 호계면 경상북도 안동시 풍산읍 경상남도 의령군 부림면 |
| 막동리   | 강원특별자치도 평창군 진부면 충청남도 서천군 기산면 |
| 막지리   | 충청북도 옥천군 군북면 |
| 막현리   | 충청남도 금산군 진산면 |
| 만경리   | 전북특별자치도 김제시 만경읍 |
| 만계리   | 충청북도 영동군 양강면 |
| 만곡리   | 전라남도 영광군 군서면 |
| 만금리   | 전라남도 영광군 군서면 |
| 만길리   | 전라남도 진도군 의신면 |
| 만년리   | 전라남도 신안군 도초면 전라남도 장흥군 장동면 |
| 만대리   | 강원특별자치도 양구군 해안면 |
| 만덕리   | 충청남도 서천군 판교면 전라남도 강진군 도암면 |
| 만도리   | 전북특별자치도 남원시 덕과면 |
| 만돌리   | 전북특별자치도 고창군 심원면 |
| 만리리   | 경상북도 의성군 안사면 |
| 만목리   | 충청남도 논산시 벌곡면 |
| 만무리   | 전라남도 장성군 북이면 |
| 만방리   | 경상북도 영주시 문수면 |
| 만봉리   | 전라남도 나주시 봉황면 |
| 만사리   | 충청남도 부여군 임천면 충청남도 예산군 신양면 |
| 만석리   | 경상북도 포항시 북구 신광면 |
| 만선리   | 경기도 광주시 곤지암읍 |
| 만성리   | 전라남도 담양군 담양읍 |
| 만세교리 | 경기도 포천시 신북면 |
| 만수리   | 충청북도 보은군 속리산면 충청북도 청주시 흥덕구 오송읍 충청남도 공주시 이인면 충청남도 부여군 외산면 전북특별자치도 정읍시 고부면 전라남도 곡성군 입면 전라남도 영암군 시종면 전라남도 해남군 북일면 전라남도 화순군 능주면 |
| 만악리   | 충청남도 금산군 진산면 |
| 만안리   | 전라남도 해남군 현산면 |
| 만연리   | 전라남도 화순군 화순읍 |
| 만우리   | 경기도 파주시 탄현면 |
| 만운리   | 경상북도 안동시 풍산읍 |
| 만월리   | 충청북도 옥천군 청산면 전라남도 담양군 가사문학면 |
| 만음리   | 경상북도 안동시 길안면 |
| 만인리   | 전라남도 화순군 능주면 |
| 만재도리 | 전라남도 신안군 흑산면 |
| 만정리   | 경기도 안성시 공도읍 충청북도 충주시 대소원면 |
| 만종리   | 강원특별자치도 원주시 호저면 충청북도 단양군 영춘면 |
| 만지리   | 충청남도 부여군 충화면 |
| 만천리   | 강원특별자치도 춘천시 동면 충청남도 공주시 유구읍 경상북도 의성군 금성면 경상남도 의령군 의령읍 |
| 만풍리   | 전라남도 무안군 해제면 |
| 만호리   | 경기도 평택시 포승읍 |
| 만화리   | 부산광역시 기장군 기장읍 울산광역시 울주군 두동면 전북특별자치도 고창군 무장면 전북특별자치도 정읍시 고부면 경상북도 예천군 지보면 |
| 만흥리   | 전라남도 함평군 함평읍 |
| 말곡리   | 강원특별자치도 양양군 현북면 |
| 말도리   | 인천광역시 강화군 서도면 전북특별자치도 군산시 옥도면 |
| 말방리   | 경상북도 경주시 외동읍 |
| 말산리   | 경상남도 함안군 가야읍 |
| 말응리   | 경상북도 문경시 영순면 |
| 말흘리   | 경상남도 거창군 마리면 경상남도 창녕군 창녕읍 |
| 망곡리   | 경상남도 창원시 마산합포구 진북면 |
| 망능리   | 경기도 양평군 용문면 |
| 망덕리   | 전라남도 광양시 진월면 경상남도 김해시 주촌면 |
| 망림리   | 경상남도 고성군 상리면 |
| 망미리   | 경기도 양평군 지평면 |
| 망산리   | 전라남도 영암군 삼호읍 |
| 망석리   | 전라남도 완도군 완도읍 |
| 망성리   | 울산광역시 울주군 범서읍 경상북도 경주시 내남면 |
| 망양리   | 울산광역시 울주군 온양읍 경상북도 울진군 기성면 |
| 망용리   | 전라남도 순천시 월등면 |
| 망월리   | 인천광역시 강화군 하점면 경기도 화성시 정남면 충청남도 서천군 화양면 전라남도 무안군 일로읍 |
| 망전리   | 전북특별자치도 임실군 임실읍 |
| 망정리   | 경상북도 칠곡군 석적읍 |
| 망주리   | 전라남도 고흥군 남양면 |
| 망천리   | 경상북도 안동시 임동면 경상북도 포항시 북구 흥해읍 |
| 망치리   | 경상남도 거제시 일운면 |
| 망호리   | 전라남도 영암군 영암읍 경상북도 안동시 일직면 |
| 망화리   | 전북특별자치도 진안군 정천면 |
| 매리     | 경상남도 김해시 상동면 |
| 매계리   | 전북특별자치도 장수군 계북면 전북특별자치도 정읍시 태인면 경상남도 하동군 악양면 |
| 매곡리   | 대구광역시 달성군 다사읍 대구광역시 군위군 효령면 경기도 양주시 남면 경기도 이천시 호법면 경기도 화성시 팔탄면 강원특별자치도 횡성군 공근면 충청남도 금산군 남이면 충청남도 당진시 송산면 충청남도 아산시 탕정면 충청남도 청양군 남양면 전라남도 고흥군 동강면 전라남도 고흥군 풍양면 전라남도 무안군 무안읍 경상북도 안동시 풍산읍 경상북도 의성군 사곡면 |
| 매금리   | 충청북도 영동군 용산면 |
| 매남리   | 경상북도 경산시 용성면 |
| 매당리   | 충청남도 천안시 동남구 광덕면 |
| 매류리   | 경기도 여주시 세종대왕면 |
| 매방리   | 충청남도 당진시 정미면 |
| 매봉리   | 충청북도 청주시 서원구 현도면 |
| 매산리   | 경기도 안성시 죽산면 경기도 용인시 처인구 모현읍 충청북도 보은군 회남면 충청남도 당진시 신평면 충청남도 청양군 화성면 전북특별자치도 고창군 대산면 전라남도 담양군 대덕면 전라남도 영광군 군서면 경상북도 예천군 유천면 경상북도 포항시 북구 흥해읍 |
| 매성리   | 대구광역시 군위군 의흥면 충청남도 천안시 동남구 동면 전라남도 나주시 산포면 |
| 매송리   | 충청남도 천안시 동남구 북면 |
| 매수리   | 경상북도 성주군 벽진면 |
| 매안리   | 경상남도 합천군 가야면 |
| 매양리   | 경상북도 영천시 신녕면 |
| 매요리   | 전북특별자치도 남원시 운봉읍 |
| 매우리   | 전북특별자치도 순창군 금과면 |
| 매원리   | 강원특별자치도 삼척시 근덕면 경상북도 칠곡군 왜관읍 |
| 매월리   | 경기도 양평군 양동면 전라남도 곡성군 입면 전라남도 영암군 학산면 전라남도 해남군 화원면 |
| 매음리   | 인천광역시 강화군 삼산면 |
| 매일리   | 강원특별자치도 횡성군 갑천면 경상북도 영덕군 달산면 |
| 매전리   | 충청북도 괴산군 감물면 |
| 매정리   | 전북특별자치도 정읍시 옹동면 전라남도 화순군 이양면 경상북도 안동시 녹전면 경상북도 영덕군 영덕읍 |
| 매주리   | 충청남도 천안시 서북구 성환읍 |
| 매죽리   | 전북특별자치도 정읍시 산내면 경상남도 통영시 한산면 |
| 매지리   | 강원특별자치도 원주시 흥업면 |
| 매창리   | 경상북도 예천군 지보면 |
| 매천리   | 충청북도 영동군 영동읍 |
| 매촌리   | 경상북도 고령군 쌍림면 경상남도 산청군 금서면 경상남도 합천군 야로면 |
| 매포리   | 충청북도 단양군 매포읍 |
| 매하리   | 충청북도 충주시 금가면 |
| 매학리   | 부산광역시 기장군 정관읍 |
| 매향리   | 경기도 화성시 우정읍 |
| 매현리   | 경기도 연천군 백학면 충청북도 충주시 대소원면 충청남도 홍성군 광천읍 전라남도 보성군 조성면 경상북도 포항시 북구 죽장면 |
| 매협리   | 경상북도 상주시 사벌면 |
| 매호리   | 강원특별자치도 원주시 호저면 경상북도 상주시 사벌면 경상북도 영천시 임고면 |
| 매화리   | 경기도 여주시 세종대왕면 경기도 화성시 서신면 충청북도 보은군 탄부면 충청북도 옥천군 옥천읍 전라남도 신안군 압해읍 경상북도 울진군 매화면 경상남도 밀양시 상동면 경상남도 합천군 가야면 |
| 맥사리   | 경상남도 사천시 곤양면 |
| 맥포리   | 전라남도 무안군 삼향읍 |
| 맥호리   | 전라남도 장성군 황룡면 |
| 맹리     | 경기도 용인시 처인구 원삼면 전라남도 화순군 백아면 |
| 맹골도리 | 전라남도 진도군 조도면 |
| 맹산리   | 전북특별자치도 익산시 웅포면 |
| 맹선리   | 전라남도 완도군 소안면 |
| 맹성리   | 전라남도 진도군 조도면 |
| 맹진리   | 전라남도 해남군 마산면 |
| 멱우리   | 경기도 화성시 우정읍 |
| 면옥치리 | 강원특별자치도 양양군 현북면 |
| 면온리   | 강원특별자치도 평창군 봉평면 |
| 면전리   | 전라남도 신안군 자은면 |
| 명리     | 세종특별자치시 조치원읍 경상북도 안동시 서후면 경상남도 창녕군 계성면 |
| 명개리   | 강원특별자치도 홍천군 내면 |
| 명계리   | 경상북도 경주시 내남면 |
| 명고리   | 경상북도 의성군 정곡면 |
| 명곡리   | 대구광역시 달성군 화원읍 충청남도 공주시 유구읍 충청남도 금산군 제원면 경상북도 구미시 장천면 |
| 명곶리   | 강원특별자치도 양구군 국토정중앙면 |
| 명관리   | 경상남도 함안군 군북면 |
| 명교리   | 경상남도 하동군 고전면 |
| 명달리   | 경기도 양평군 서종면 |
| 명당리   | 경기도 안성시 대덕면 경상북도 청송군 안덕면 |
| 명대리   | 경상북도 청도군 각북면 |
| 명덕리   | 경기도 포천시 화현면 충청남도 천안시 동남구 북면 전북특별자치도 완주군 소양면 전북특별자치도 장수군 장계면 경상북도 의성군 금성면 |
| 명도리   | 충청북도 제천시 봉양읍 경상북도 울진군 울진읍 |
| 명동리   | 강원특별자치도 홍천군 남면 전라남도 영암군 신북면 경상남도 거제시 연초면 경상남도 김해시 한림면 |
| 명례리   | 부산광역시 기장군 장안읍 경상남도 밀양시 하남읍 |
| 명목리   | 경기도 안성시 양성면 |
| 명봉리   | 전라남도 보성군 노동면 경상북도 예천군 효자면 |
| 명산리   | 대구광역시 군위군 부계면 울산광역시 울주군 서생면 경기도 포천시 군내면 충청남도 당진시 송산면 전라남도 강진군 성전면 전라남도 곡성군 오곡면 전라남도 무안군 몽탄면 |
| 명서리   | 충청북도 충주시 산척면 |
| 명성리   | 경기도 양평군 단월면 경상남도 고성군 개천면 경상남도 밀양시 초동면 |
| 명슬리   | 전라남도 진도군 임회면 |
| 명안리   | 경상북도 포항시 북구 청하면 |
| 명암리   | 충청북도 제천시 봉양읍 충청북도 진천군 백곡면 충청남도 금산군 제원면 충청남도 논산시 양촌면 충청남도 아산시 탕정면 |
| 명오리   | 충청북도 충주시 동량면 |
| 명월리   | 강원특별자치도 화천군 사내면 제주특별자치도 제주시 한림읍 |
| 명전리   | 경상북도 문경시 동로면 |
| 명주리   | 전라남도 강진군 칠량면 경상북도 영천시 북안면 |
| 명지리   | 강원특별자치도 양양군 현북면 |
| 명진리   | 경상북도 안동시 일직면 경상남도 거제시 거제면 |
| 명천리   | 충청북도 영동군 심천면 충청남도 서산시 성연면 경상북도 성주군 금수강산면 |
| 명촌리   | 울산광역시 울주군 상북면 |
| 명티리   | 충청북도 옥천군 청산면 |
| 명파리   | 강원특별자치도 고성군 현내면 |
| 명포리   | 경상북도 성주군 선남면 |
| 명품리   | 경기도 여주시 산북면 |
| 명학리   | 세종특별자치시 연동면 |
| 명호리   | 강원특별자치도 고성군 현내면 경상남도 하동군 청암면 |
| 모리     | 충청남도 부여군 규암면 경상남도 합천군 청덕면 |
| 모계리   | 경상북도 청송군 현서면 |
| 모고리   | 경상남도 산청군 산청읍 |
| 모곡리   | 강원특별자치도 홍천군 서면 충청남도 청양군 운곡면 경상북도 문경시 마성면 경상남도 창녕군 이방면 경상남도 함안군 산인면 |
| 모남리   | 충청북도 충주시 신니면 |
| 모도리   | 인천광역시 옹진군 북도면 전라남도 완도군 청산면 전라남도 진도군 의신면 전라남도 진도군 조도면 |
| 모동리   | 경상남도 거창군 위천면 |
| 모량리   | 경상북도 경주시 건천읍 |
| 모령리   | 전라남도 장흥군 안양면 |
| 모례리   | 경상남도 산청군 신등면 |
| 모로리   | 경상남도 밀양시 무안면 경상남도 함안군 군북면 |
| 모룡리   | 전라남도 고흥군 점암면 |
| 모산리   | 대구광역시 군위군 우보면 경기도 안성시 대덕면 전북특별자치도 부안군 부안읍 전라남도 장흥군 용산면 전라남도 화순군 한천면 경상남도 창녕군 대지면 경상남도 창원시 의창구 대산면 |
| 모서리   | 경상북도 경주시 강동면 |
| 모시리   | 충청남도 천안시 서북구 직산읍 |
| 모아리   | 경상북도 경주시 천북면 |
| 모악리   | 전라남도 영광군 불갑면 |
| 모암리   | 전라남도 장성군 서삼면 |
| 모원리   | 충청남도 아산시 인주면 |
| 모월리   | 충청남도 서산시 인지면 |
| 모전리   | 부산광역시 기장군 정관읍 경기도 이천시 백사면 강원특별자치도 강릉시 강동면 충청남도 천안시 서북구 성거읍 전라남도 순천시 황전면 경상남도 창녕군 대합면 |
| 모점리   | 충청북도 충주시 앙성면 |
| 모정리   | 충청북도 제천시 백운면 충청북도 청주시 청원구 오창읍 전북특별자치도 진안군 정천면 전라남도 영암군 군서면 |
| 모촌리   | 충청남도 논산시 양촌면 |
| 모평리   | 강원특별자치도 횡성군 횡성읍 충청남도 당진시 정미면 |
| 모포리   | 경상북도 포항시 남구 장기면 |
| 모항리   | 충청남도 태안군 소원면 |
| 모현리   | 전라남도 장성군 북이면 |
| 모화리   | 경상북도 경주시 외동읍 |
| 모흥리   | 경상북도 의성군 구천면 |
| 목리     | 경기도 이천시 마장면 충청남도 예산군 삽교읍 전라남도 강진군 강진읍 |
| 목가리   | 경상북도 상주시 사벌면 |
| 목계리   | 강원특별자치도 강릉시 왕산면 충청북도 충주시 엄정면 |
| 목곡리   | 충청남도 논산시 가야곡면 |
| 목단리   | 대구광역시 달성군 구지면 경상남도 창녕군 대합면 |
| 목도리   | 충청북도 괴산군 불정면 경상남도 하동군 하동읍 |
| 목동리   | 경기도 가평군 북면 충청남도 공주시 이인면 전북특별자치도 고창군 아산면 전북특별자치도 남원시 산동면 전북특별자치도 순창군 금과면 전라남도 곡성군 고달면 전라남도 무안군 망운면 |
| 목미리   | 충청북도 충주시 앙성면 |
| 목서리   | 전라남도 무안군 망운면 |
| 목성리   | 전라남도 광양시 광양읍 |
| 목소리   | 충청남도 금산군 복수면 |
| 목신리   | 경기도 용인시 처인구 원삼면 |
| 목왕리   | 경기도 양평군 양서면 |
| 목욕리   | 전북특별자치도 정읍시 산외면 |
| 목우리   | 전북특별자치도 고창군 무장면 |
| 목천리   | 충청남도 공주시 우성면 전북특별자치도 익산시 오산면 |
| 목촌리   | 전라남도 순천시 낙안면 |
| 목현리   | 충청남도 홍성군 은하면 경상남도 함양군 휴천면 |
| 몰운리   | 강원특별자치도 정선군 화암면 |
| 몽강리   | 전라남도 무안군 몽탄면 |
| 몽곡리   | 충청남도 예산군 고덕면 |
| 몽산리   | 충청남도 태안군 남면 전북특별자치도 김제시 만경읍 |
| 몽석리   | 경상남도 거창군 가북면 |
| 몽촌리   | 충청북도 괴산군 소수면 |
| 몽해리   | 전라남도 영암군 서호면 |
| 묘리     | 대구광역시 달성군 하빈면 |
| 묘곡리   | 경상북도 영덕군 영해면 |
| 묘금리   | 충청북도 옥천군 청성면 |
| 묘동리   | 충청북도 영동군 양강면 |
| 묘라리   | 전북특별자치도 김제시 성덕면 |
| 묘봉리   | 경기도 용인시 처인구 이동읍 |
| 묘사리   | 경상남도 함안군 가야읍 |
| 묘서리   | 충청북도 보은군 수한면 |
| 묘암리   | 충청북도 청주시 상당구 문의면 |
| 묘원리   | 충청남도 부여군 내산면 |
| 묘천리   | 전라남도 곡성군 곡성읍 |
| 무갑리   | 경기도 광주시 초월읍 |
| 무건리   | 경기도 파주시 적성면 강원특별자치도 삼척시 도계읍 |
| 무계리   | 경상북도 고령군 성산면 경상북도 청송군 현서면 |
| 무고리   | 전라남도 해남군 문내면 경상남도 사천시 곤양면 |
| 무곡리   | 경상북도 상주시 공성면 경상남도 창원시 의창구 북면 경상남도 합천군 대양면 |
| 무과리   | 경상북도 경주시 현곡면 |
| 무극리   | 충청북도 음성군 금왕읍 |
| 무기리   | 경상남도 함안군 칠원읍 |
| 무녀도리 | 전북특별자치도 군산시 옥도면 |
| 무농리   | 전북특별자치도 장수군 장계면 |
| 무능리   | 경기도 안성시 대덕면 |
| 무도리   | 충청북도 제천시 송학면 |
| 무동리   | 전라남도 담양군 가사문학면 경상남도 창원시 의창구 북면 |
| 무등리   | 대구광역시 달성군 하빈면 경기도 연천군 왕징면 경상북도 구미시 무을면 경상북도 청도군 청도읍 |
| 무량리   | 충청남도 홍성군 결성면 경상남도 고성군 고성읍 |
| 무령리   | 전라남도 영광군 영광읍 |
| 무릉리   | 강원특별자치도 영월군 무릉도원면 강원특별자치도 정선군 남면 충청북도 괴산군 청천면 충청북도 충주시 살미면 전북특별자치도 진안군 주천면 경상북도 상주시 은척면 경상북도 안동시 남후면 경상남도 거창군 남하면 경상남도 밀양시 단장면 경상남도 함안군 칠서면 제주특별자치도 서귀포시 대정읍 |
| 무림리   | 경기도 포천시 소흘읍 전북특별자치도 고창군 신림면 경상북도 칠곡군 약목면 경상남도 남해군 이동면 |
| 무봉리   | 경기도 포천시 소흘읍 충청남도 예산군 신양면 |
| 무사리   | 강원특별자치도 삼척시 미로면 |
| 무선리   | 경상남도 고성군 상리면 |
| 무성리   | 대구광역시 군위군 군위읍 충청북도 청주시 상당구 낭성면 전북특별자치도 정읍시 칠보면 경상남도 창원시 의창구 동읍 |
| 무송리   | 경기도 화성시 남양읍 전북특별자치도 고창군 성송면 |
| 무수리   | 경기도 광주시 퇴촌면 충청남도 당진시 송산면 전북특별자치도 순창군 유등면 경상북도 구미시 무을면 |
| 무수천리 | 충청북도 단양군 대강면 |
| 무안리   | 경상북도 김천시 감천면 경상남도 밀양시 무안면 |
| 무암리   | 대구광역시 군위군 산성면 |
| 무연리   | 경상남도 밀양시 부북면 |
| 무왕리   | 경기도 양평군 지평면 |
| 무이리   | 강원특별자치도 평창군 봉평면 경상북도 구미시 무을면 경상북도 예천군 용궁면 |
| 무장리   | 강원특별자치도 원주시 호저면 충청남도 서산시 지곡면 전북특별자치도 고창군 무장면 |
| 무전리   | 경상남도 의령군 의령읍 |
| 무점리   | 경상남도 창원시 의창구 동읍 |
| 무정리   | 충청남도 부여군 홍산면 |
| 무지리   | 경상북도 예천군 용궁면 |
| 무진리   | 경상북도 영양군 청기면 |
| 무창리   | 전라남도 곡성군 옥과면 경상북도 영양군 영양읍 |
| 무촌리   | 경기도 여주시 대신면 경기도 이천시 부발읍 경상남도 거창군 남상면 경상남도 진주시 사봉면 |
| 무포리   | 전라남도 화순군 동면 |
| 무풍리   | 전라남도 순천시 별량면 |
| 무학리   | 인천광역시 강화군 교동면 충청남도 천안시 동남구 광덕면 경상북도 성주군 금수강산면 경상북도 영양군 영양읍 |
| 무형리   | 전북특별자치도 익산시 망성면 |
| 묵리     | 경기도 용인시 처인구 이동읍 경상북도 영주시 안정면 제주특별자치도 제주시 추자면 |
| 묵계리   | 강원특별자치도 횡성군 횡성읍 경상북도 안동시 길안면 경상남도 하동군 청암면 |
| 묵곡리   | 전라남도 화순군 이양면 경상남도 사천시 곤양면 경상남도 산청군 단성면 경상남도 산청군 산청읍 |
| 묵동리   | 전라남도 영암군 학산면 |
| 묵방리   | 충청북도 청주시 청원구 내수읍 경상남도 김해시 상동면 경상남도 의령군 부림면 |
| 묵백리   | 전라남도 광양시 옥곡면 |
| 묵산리   | 충청남도 금산군 진산면 |
| 묵상리   | 경상북도 상주시 사벌면 |
| 묵안리   | 경기도 가평군 설악면 |
| 묵어리   | 경상북도 구미시 장천면 |
| 묵정리   | 충청북도 영동군 양강면 |
| 묵촌리   | 경상남도 합천군 야로면 |
| 묵하리   | 경상북도 상주시 사벌면 |
| 묵현리   | 경기도 남양주시 화도읍 |
| 문갑리   | 인천광역시 옹진군 덕적면 |
| 문강리   | 충청북도 충주시 살미면 |
| 문거리   | 경상북도 청송군 안덕면 |
| 문곡리   | 경기도 평택시 고덕면 강원특별자치도 영월군 북면 강원특별자치도 정선군 남면 강원특별자치도 정선군 북평면 충청남도 서천군 판교면 세종특별자치시 부강면 |
| 문금리   | 충청남도 공주시 유구읍 |
| 문길리   | 전라남도 순천시 주암면 |
| 문단리   | 경상북도 봉화군 봉화읍 |
| 문당리   | 충청북도 괴산군 청안면 충청남도 홍성군 홍동면 |
| 문대리   | 경상남도 산청군 신안면 |
| 문덕리   | 대구광역시 군위군 우보면 충청북도 진천군 문백면 충청북도 청주시 상당구 문의면 충청남도 천안시 서북구 성거읍 경상북도 성주군 초전면 경상북도 포항시 남구 오천읍 |
| 문동리   | 부산광역시 기장군 일광읍 충청북도 청주시 서원구 남이면 전라남도 나주시 다시면 |
| 문등리   | 충청북도 음성군 소이면 |
| 문락리   | 충청북도 충주시 신니면 |
| 문래리   | 강원특별자치도 정선군 임계면 |
| 문량리   | 경상북도 구미시 해평면 |
| 문림리   | 경상남도 합천군 율곡면 |
| 문막리   | 강원특별자치도 원주시 문막읍 |
| 문명리   | 경상북도 성주군 용암면 |
| 문무리   | 경상북도 김천시 감문면 |
| 문박리   | 충청북도 청주시 상당구 낭성면 |
| 문방리   | 충청북도 괴산군 청안면 충청남도 아산시 인주면 전북특별자치도 임실군 강진면 경상북도 성주군 선남면 |
| 문법리   | 충청북도 괴산군 문광면 |
| 문봉리   | 충청북도 진천군 진천읍 충청남도 당진시 면천면 |
| 문산리   | 대구광역시 달성군 다사읍 인천광역시 강화군 화도면 경기도 파주시 문산읍 강원특별자치도 영월군 영월읍 충청북도 청주시 상당구 문의면 충청북도 충주시 금가면 경상북도 경주시 외동읍 |
| 문성리   | 충청북도 충주시 노은면 경상북도 구미시 고아읍 경상북도 포항시 북구 기계면 |
| 문송리   | 경상남도 합천군 삼가면 |
| 문수리   | 전라남도 구례군 토지면 경상북도 청도군 이서면 |
| 문숭리   | 충청북도 충주시 신니면 |
| 문신리   | 충청남도 부여군 외산면 |
| 문암리   | 경기도 포천시 영북면 강원특별자치도 횡성군 우천면 충청북도 보은군 산외면 충청북도 음성군 원남면 전라남도 장성군 북일면 경상북도 상주시 은척면 경상북도 영양군 일월면 경상남도 하동군 옥종면 |
| 문암진리 | 강원특별자치도 고성군 죽왕면 |
| 문양리   | 대구광역시 달성군 다사읍 충청남도 서산시 음암면 전라남도 보성군 율어면 |
| 문의리   | 경상북도 김천시 대덕면 경상남도 남해군 설천면 |
| 문장리   | 경기도 여주시 흥천면 충청남도 서천군 문산면 전라남도 함평군 해보면 |
| 문정리   | 충청북도 옥천군 옥천읍 경상남도 함양군 휴천면 |
| 문주리   | 충청북도 청주시 상당구 남일면 충청북도 충주시 대소원면 세종특별자치시 연동면 |
| 문죽리   | 울산광역시 울주군 청량읍 |
| 문중리   | 부산광역시 기장군 일광읍 |
| 문지리   | 경기도 파주시 탄현면 |
| 문창리   | 경상북도 상주시 이안면 |
| 문천리   | 충청남도 공주시 정안면 경상북도 경산시 진량읍 |
| 문촌리   | 경기도 용인시 처인구 원삼면 충청북도 음성군 감곡면 경상북도 봉화군 상운면 |
| 문충리   | 경상북도 포항시 남구 오천읍 |
| 문학리   | 경기도 화성시 정남면 전라남도 담양군 대덕면 |
| 문항리   | 경상남도 남해군 설천면 |
| 문현리   | 강원특별자치도 홍천군 내촌면 |
| 문혜리   | 강원특별자치도 철원군 갈말읍 |
| 문호리   | 경기도 양평군 서종면 경기도 화성시 남양읍 |
| 문화리   | 충청북도 충주시 살미면 |
| 문흥리   | 경상북도 의성군 봉양면 |
| 물갑리   | 강원특별자치도 양양군 강현면 |
| 물건리   | 경상남도 남해군 삼동면 |
| 물걸리   | 강원특별자치도 홍천군 내촌면 |
| 물곡리   | 전북특별자치도 진안군 진안읍 |
| 물금리   | 경상남도 양산시 물금읍 |
| 물량리   | 경상북도 상주시 낙동면 |
| 물로리   | 강원특별자치도 춘천시 북산면 |
| 물우리   | 전북특별자치도 임실군 덕치면 |
| 물천리   | 경상북도 경주시 천북면 |
| 물치리   | 강원특별자치도 양양군 강현면 |
| 물태리   | 충청북도 제천시 청풍면 |
| 물한리   | 충청북도 영동군 상촌면 경상북도 안동시 북후면 |
| 미곡리   | 충청북도 음성군 대소면 충청남도 예산군 광시면 세종특별자치시 전동면 전라남도 화순군 도곡면 경상북도 영덕군 창수면 경상북도 영주시 풍기읍 경상남도 진주시 미천면 경상남도 합천군 청덕면 |
| 미구리   | 경상남도 창녕군 유어면 |
| 미남리   | 경상북도 포항시 북구 청하면 경상남도 통영시 산양읍 |
| 미내리   | 충청북도 충주시 엄정면 |
| 미노리   | 강원특별자치도 강릉시 사천면 충청북도 단양군 대강면 |
| 미당리   | 충청북도 제천시 봉양읍 충청남도 청양군 장평면 |
| 미동리   | 충청북도 옥천군 이원면 |
| 미라리   | 전라남도 완도군 소안면 |
| 미량리   | 충청남도 청양군 운곡면 |
| 미력리   | 전라남도 보성군 미력면 |
| 미룡리   | 경상남도 고성군 삼산면 |
| 미륵리   | 충청북도 충주시 수안보면 |
| 미법리   | 인천광역시 강화군 삼산면 |
| 미사리   | 경기도 가평군 설악면 |
| 미산리   | 경기도 안성시 양성면 강원특별자치도 인제군 상남면 전라남도 곡성군 오곡면 경상북도 경산시 용성면 |
| 미석리   | 경상북도 예천군 감천면 |
| 미성리   | 대구광역시 군위군 우보면 |
| 미암리   | 충청북도 증평군 증평읍 전라남도 영암군 미암면 |
| 미야리   | 전라남도 해남군 송지면 |
| 미원리   | 충청북도 청주시 상당구 미원면 전북특별자치도 군산시 임피면 |
| 미잠리   | 충청북도 진천군 이월면 |
| 미장리   | 경기도 안성시 삼죽면 |
| 미전리   | 충청북도 영동군 용산면 경상남도 밀양시 삼랑진읍 |
| 미점리   | 경상남도 하동군 악양면 |
| 미조리   | 경상남도 남해군 미조면 |
| 미죽리   | 충청남도 천안시 동남구 풍세면 |
| 미질리   | 경상북도 안동시 예안면 |
| 미천리   | 강원특별자치도 양양군 서면 충청북도 청주시 상당구 문의면 전북특별자치도 무주군 설천면 경상북도 의성군 구천면 |
| 미촌리   | 경상남도 밀양시 단장면 |
| 미평리   | 경기도 용인시 처인구 원삼면 경상북도 김천시 구성면 |
| 미현리   | 경상북도 포항시 북구 기계면 |
| 미호리   | 울산광역시 울주군 두서면 경상북도 예천군 보문면 |
| 민지리   | 경상북도 문경시 가은읍 |
| 밀두리   | 충청남도 아산시 인주면 |
| 밀양리   | 강원특별자치도 양양군 손양면 |

## 같이 보기
- 대한민국의 행정 구역 목록